# Igrzyska Śródziemnomorskie 2009
16. Igrzyska Śródziemnomorskie – zawody sportowe, które odbyły się między 25 czerwca a 5 lipca 2009 roku we włoskim mieście Pescara. Brały w nich udział 23 reprezentacje narodowe – w sumie w zawodach wzięło udział 3368 sportowców (2183 mężczyzn i 1185 kobiet). Główną areną imprezy był Stadio Adriatico.

## Uczestnicy
| - Andora (11) - Algieria (116) - Albania (145) - Bośnia i Hercegowina (83) - Chorwacja (153) - Cypr (60) - Czarnogóra (105) - Egipt (61) - Francja (334) - Grecja (360) - Hiszpania (224) - Liban (35) | - Libia (73) - Malta (42) - Monako (14) - Maroko (129) - San Marino (28) - Serbia (144) - Słowenia (124) - Syria (61) - Tunezja (131) - Turcja (315) - Włochy (418) |

## Dyscypliny
| - gimnastyka (szczegóły) - lekkoatletyka (szczegóły) - koszykówka (szczegóły) - siatkówka plażowa (szczegóły) - bocce (szczegóły) - boks (szczegóły) - kajakarstwo (szczegóły) - kolarstwo (szczegóły) | - jeździectwo (szczegóły) - szermierka (szczegóły) - piłka nożna (szczegóły) - golf (szczegóły) - piłka ręczna (szczegóły) - judo (szczegóły) - karate (szczegóły) - wioślarstwo (szczegóły) - żeglarstwo (szczegóły) | - strzelectwo (szczegóły) - pływanie (szczegóły) - tenis stołowy (szczegóły) - tenis ziemny (szczegóły) - piłka siatkowa (szczegóły) - piłka wodna (szczegóły) - narciarstwo wodne (szczegóły) - podnoszenie ciężarów (szczegóły) - zapasy (szczegóły) - zawody niepełnosprawnych (szczegóły) |

## Obiekty
- Stadio Adriatico
- Stadio del mare
- Stadio Flacco
- Circuit urbain
- Palais des sports Febo
- Piscines "Le Naiadi"
- Palais des sports Palaelettra
- Palais des sports Giovanni Paolo II
- Littoral de Pescara
- Palais des sports Rigopiano
- Polygone de tir Febo

## Tabela medalowa
| Rk  | Kraj                 | Złoto | Srebro | Brąz | Razem |
| 1.  | Włochy               | 64    | 49     | 63   | 176   |
| 2.  | Francja              | 48    | 53     | 39   | 140   |
| 3.  | Hiszpania            | 28    | 21     | 34   | 83    |
| 4.  | Turcja               | 20    | 19     | 26   | 65    |
| 5.  | Grecja               | 19    | 14     | 31   | 64    |
| 6.  | Tunezja              | 13    | 11     | 13   | 37    |
| 7.  | Egipt                | 11    | 10     | 13   | 34    |
| 8.  | Serbia               | 9     | 13     | 13   | 35    |
| 9.  | Słowenia             | 7     | 9      | 10   | 26    |
| 10. | Maroko               | 6     | 9      | 6    | 21    |
| 11. | Chorwacja            | 5     | 12     | 11   | 28    |
| 12. | Cypr                 | 3     | 4      | 1    | 8     |
| 13. | Albania              | 2     | 4      | 0    | 6     |
| 14. | Algieria             | 2     | 3      | 12   | 17    |
| 15. | Syria                | 2     | 3      | 7    | 12    |
| 16. | Czarnogóra           | 2     | 2      | 3    | 7     |
| 17. | San Marino           | 1     | 3      | 2    | 6     |
| 18. | Libia                | 1     | 0      | 6    | 7     |
| 19. | Bośnia i Hercegowina | 0     | 3      | 5    | 8     |
| 20. | Malta                | 0     | 1      | 0    | 1     |
| 20. | Monako               | 0     | 1      | 0    | 1     |